# Hospital Santa Isabel (São Paulo)
O Hospital Santa Isabel, unidade particular que era até 2022 vinculada à Irmandade da Santa Casa de Misericórdia de São Paulo. Foi adquirido pela Rede D’Or em novembro de 2021 e assumiu o controle em fevereiro de 2022.